# Trigonoptila orthogrammaria
Trigonoptila orthogrammaria är en fjärilsart som beskrevs av Longstaff 1905. Trigonoptila orthogrammaria ingår i släktet Trigonoptila och familjen mätare. Inga underarter finns listade i Catalogue of Life.